# 毛脉杜茎山
毛脉杜茎山（学名：Maesa marioniae）为紫金牛科杜茎山属下的一个种。

## 扩展阅读
- 維基物種上的相關：毛脉杜茎山